# Vinzenz Huber
Vinzenz Huber (* 8. Januar 1821 in Triengen; † 30. August 1877 in St. Urban) war ein Schweizer Politiker. Von 1848 bis 1863 war er Regierungsrat des Kantons Luzern, von 1850 bis 1851 und von 1852 bis 1854 gehörte er dem Nationalrat an.

## Biografie
Der Sohn eines Fabrikanten erhielt eine Ausbildung zum Geometer und Schreiber. Daraufhin war Huber in der Staatskanzlei des Kantons Luzern als Kanzlist tätig. Von 1839 bis 1845 war er Oberschreiber im Baudepartement, danach bis 1847 Bezirksrichter und schliesslich von 1849 bis 1856 Sekretär des Grossen Rates. Er war ausserdem Besitzer einer Nagelfabrik, die 1876 in Konkurs ging.
Huber wurde 1847 als Vertreter der Radikalliberalen in den Grossen Rat gewählt. Ab 1848 war er auch Mitglied des Regierungsrates, den er 1858 als Schultheiss präsidierte. Während seiner gesamten 15-jährigen Amtszeit in der Kantonsregierung stand er dem Baudepartement vor, sein wichtigstes Vorhaben war die Trockenlegung des Wauwilermooses. Zudem war er Initiant der Luzerner Kantonalbank. Bei einer Nachwahl im Oktober 1850 zog Huber in den Nationalrat ein, verzichtete aber ein Jahr später auf die Wiederwahl. Nach dem vorzeitigen Rücktritt von Jakob Robert Steiger trat er im Juli 1852 erneut mit Erfolg zu einer Nachwahl an. 1854 trat er schliesslich endgültig zurück. 1863 trat er auch von seinen Ämtern auf kantonaler Ebene zurück.